# Hookeria bakeri
Hookeria bakeri là một loài Rêu trong họ Hookeriaceae. Loài này được E. Britton mô tả khoa học đầu tiên năm 1896.